# Erbenmachthaber
Ein Erbenmachthaber ist in Österreich bei einem Verlassenschaftsverfahren ein Notar oder Rechtsanwalt, der von allen Erben gemeinsam bestimmt und mit einer Vertretungsvollmacht für das Verlassenschaftsverfahren ausgestattet wird. Der Erbenmachthaber führt dann das Verlassenschaftsverfahren am schriftlichen Weg direkt mit dem zuständigen Bezirksgericht und im Rechtsinteresse der Erben durch. Die Funktion des Gerichtskommisärs, welcher das Gericht repräsentiert und durch den im Verlassenschaftsverfahren zuständigen Notar ausgekleidet wird, ist davon unberührt.
Die Aufgaben des Erbenmachthabers sind dabei unter anderem die Erfüllung des letzten Willens des Erblassers zu überwachen und die Verlassenschaft unter gerichtlicher Aufsicht dem oder den rechtmäßigen Erben zu übergeben.
Können sich alle Erben im Vorfeld zu einem Verlassenschaftsverfahren nicht auf einen Erbenmachthaber einigen, beispielsweise bei Streitfragen zwischen einzelnen Erben, wird das Verlassenschaftsverfahren vom zuständigen Notar in der Rolle eines Gerichtskommisars durchgeführt.